# Distretto di Shōzu
Shōzu (小豆郡, Shōzu-gun?) è un distretto della prefettura di Kagawa, in Giappone.
Attualmente fanno parte del distretto i comuni di Shōdoshima e Tonoshō.
| Controllo di autorità | VIAF (EN) 136118988 · LCCN (EN) n85347580 · J9U (EN, HE) 987007562448205171 |